# Chrysomela vigintipunctata
Chrysomela vigintipunctata är en skalbaggsart som först beskrevs av Giovanni Antonio Scopoli 1763.  Chrysomela vigintipunctata ingår i släktet Chrysomela, och familjen bladbaggar. Arten är reproducerande i Sverige.

## Bildgalleri

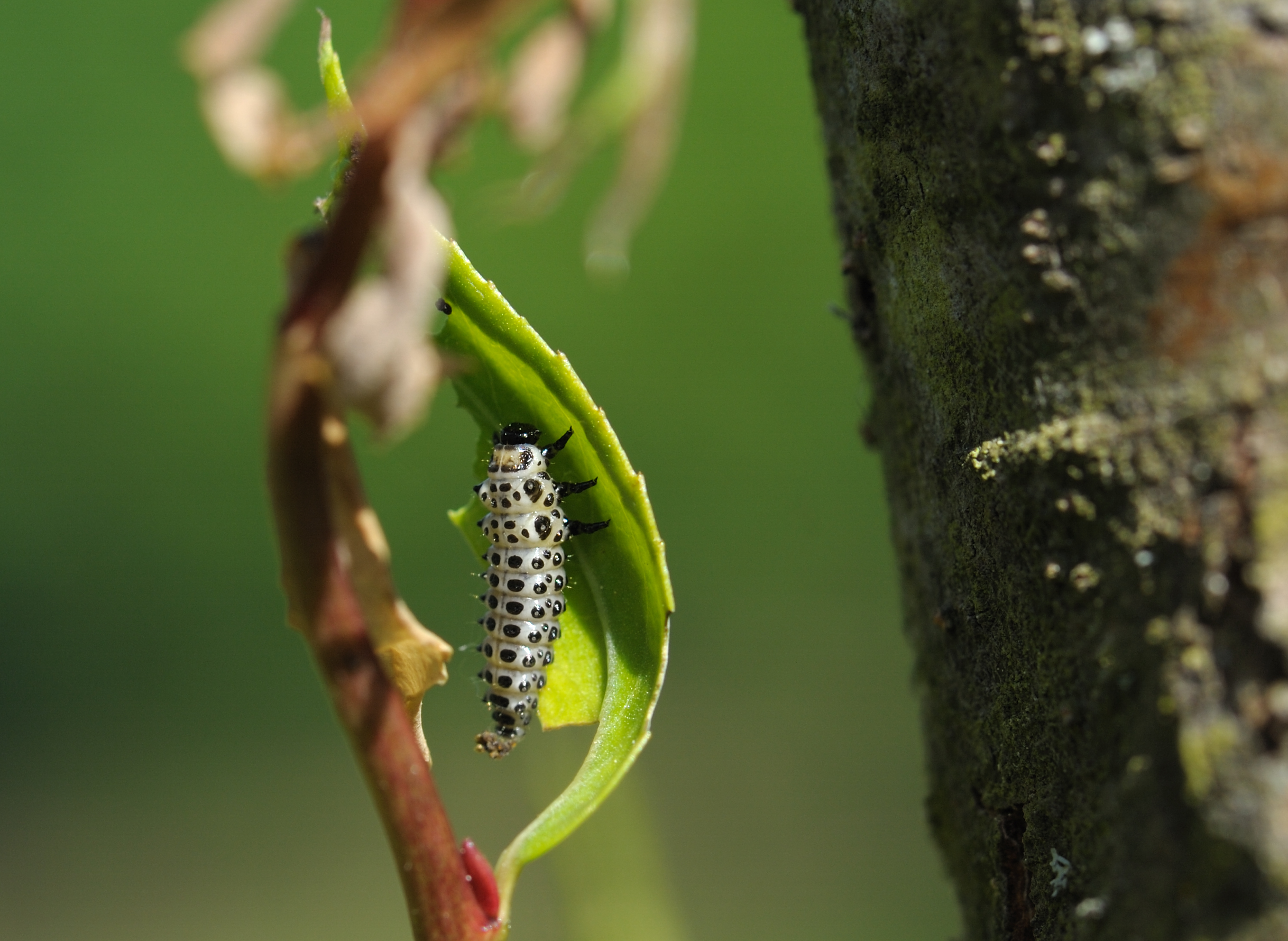
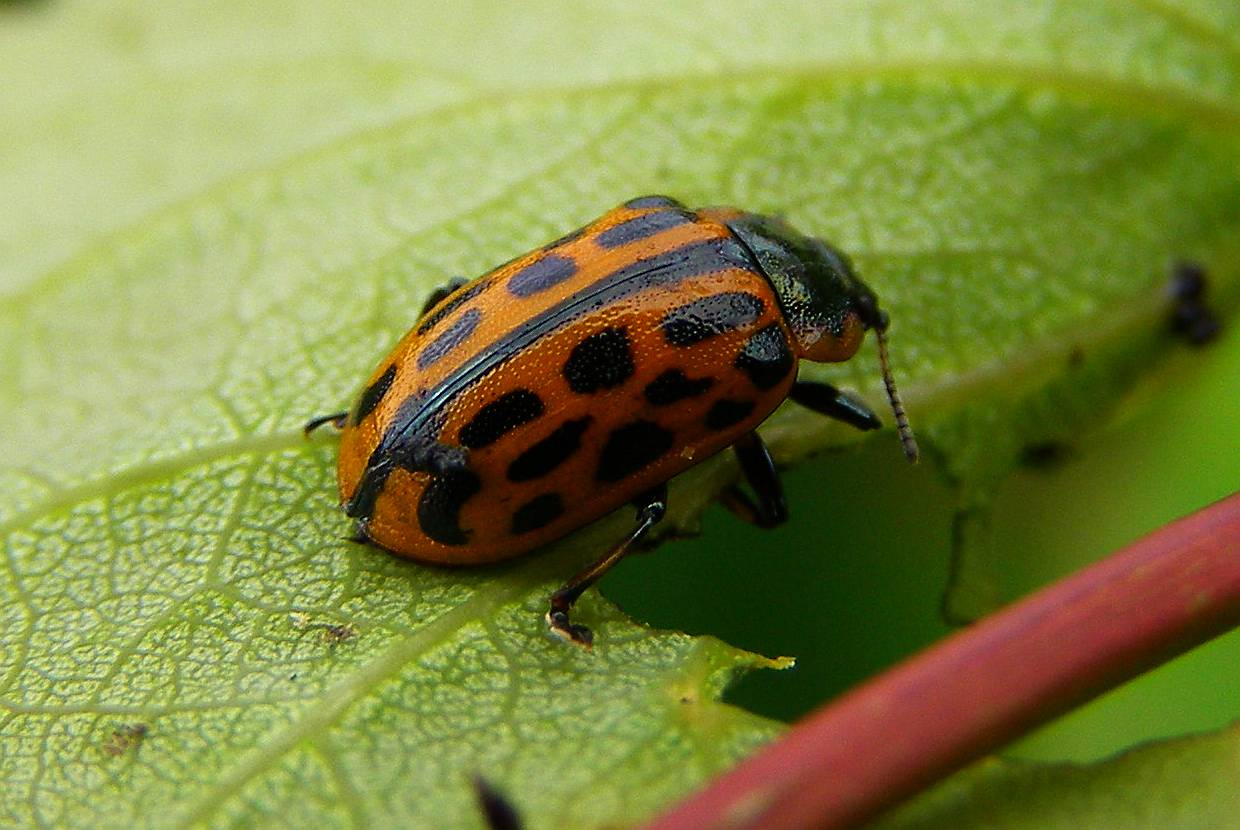
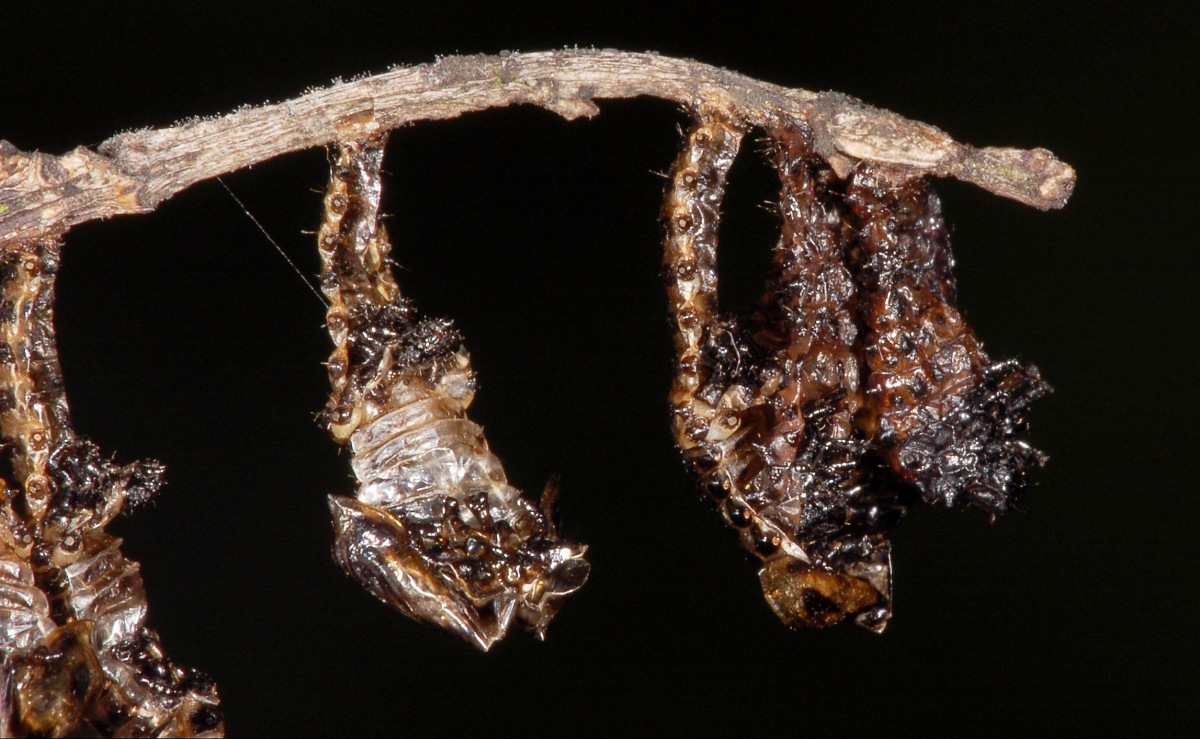
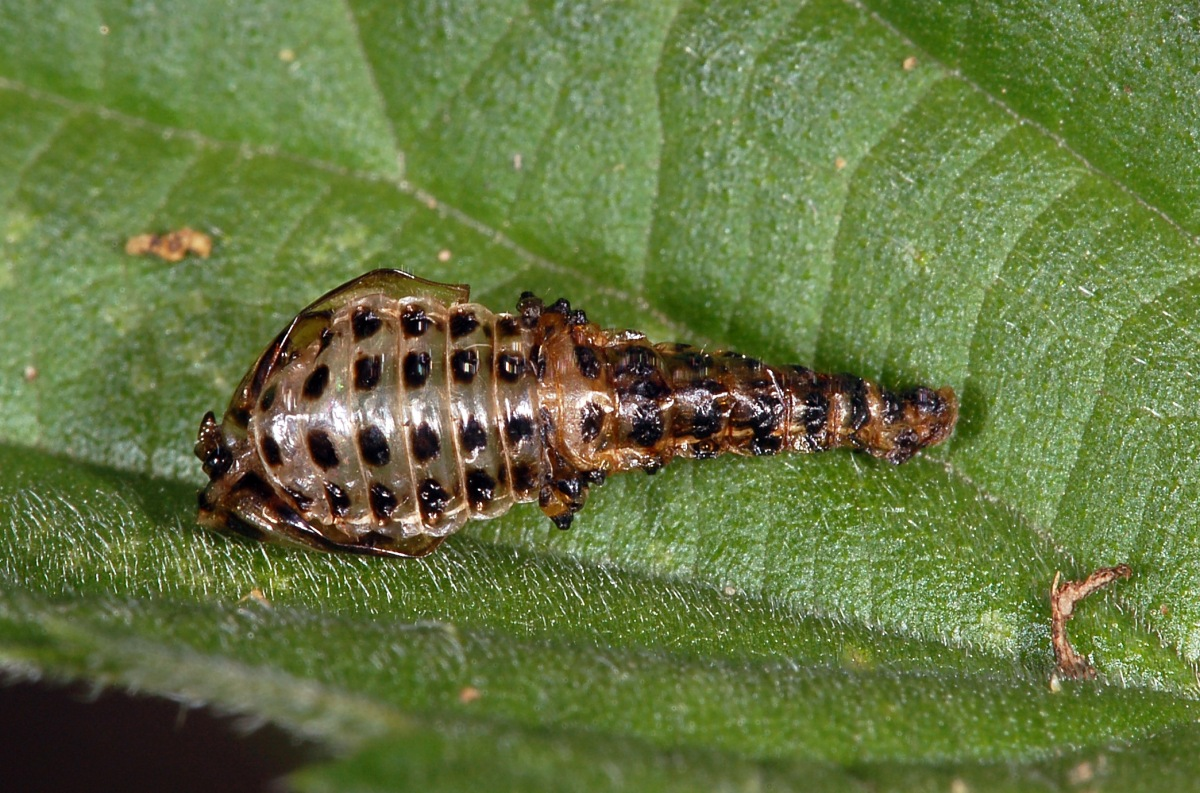
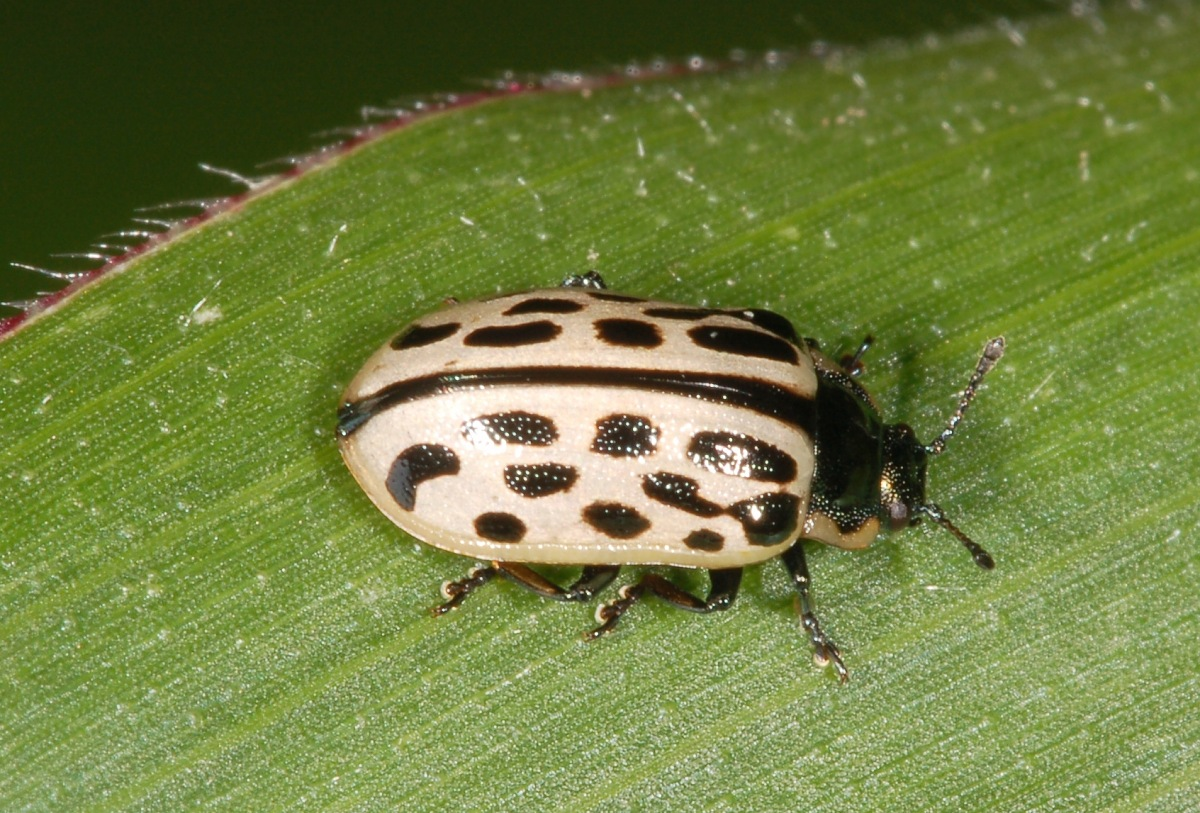